# Saturnino Zemborain
Saturnino Zenon A. Zemborain (Buenos Aires, 4 de marzo de 1886 – Buenos Aires 18 de diciembre de 1967) fue un Ingeniero Agrónomo, hacendado, político conservador y académico argentino, miembro de número de la Academia Nacional de Agronomía y Veterinaria, fundador y primer presidente del Consejo Profesional de Ingeniería Agronómica de la República Argentina
La verdad sobre la propiedad de la tierra fue escrito por el ing. Agrónomo Saturnino Manuel Zemborain dose para su tesis doctoral y difundido por diario La Nación en 1973. Sobrino este de Saturnino Zenón Antonio Zemborain Videla Dorna que escribió El estanciero argentino, este murió en 1967, varios años antes de la publicación que hiciera su sobrino.

## Biografía[1]
Inició sus estudios universitarios en 1905, en la entonces flamante  Facultad de Agronomía y Veterinaria de la Universidad de Buenos Aires , concluyéndolos en 1909, con la aprobación de su trabajo de tesis profesional. Titulado: “Los Prados Naturales de la Provincia de Buenos Aires”, fue presentado durante el decanato del Dr. Pedro N. Arata y apadrinado por dos profesores: el Dr. Cristóbal Hicken, quien en esa época actuaba como profesor de Física en esa Facultad y el Dr. Cayetano Martinoli, profesor de Zootecnia. 
Llevando su capítulo de Introducción como acápite la frase: “El cultivo consiste en saber hacer pacer el ganado” y en él se menciona que en la época de su presentación, la provincia de Buenos Aires, con una superficie de poco más de 30,5 millones de hectáreas, tenía casi 17,4 millones, es decir, el 56,8 % de su superficie, bajo cultivo de cereales. 
El capítulo inicial del trabajo está dedicado a definiciones y características de los Prados Naturales. El segundo trata de la Mejora de los Prados Naturales, seguido de cinco secciones, donde se dan sendas listas de “Especies Forrajeras” que vegetan en las diversas estaciones del año, con sus respectivas designaciones científicas y nombres comunes, seguidos de breves características de cultivo, alusiones a sus rendimientos y aceptabilidad por el ganado. 
En total, el Ing. Zemborain trabajo en el relevamiento de 108 especies de plantas forrajeras, 48 de las cuales integran 4 muestras de diferentes campos con mezclas de 8 a 14 especies en cada uno y 2 formadas de una sola especie por vez. De estas 6 muestras, Zemborain efectuó análisis químicos cuantitativos de los componentes que podrían aportar un mejor conocimiento de su capacidad de utilización como nutrientes en la alimentación animal.  La tesis del Ing. Zemborain fue presentada hacia fines de 1909, y recién en 1921, por iniciativa del entonces Decano Dr. Ramón Cárcano, se resolvió iniciar la obra analítica realizada por el Prof. Dr. Federico Reichert, que apareció luego publicada en forma de dos contribuciones, en 1923 y 1926, en unión con sus colaboradores Dr. Rogelio Trelles e Ing. Agr. Lorenzo Parodi.

## Actividad Política
El rasgo más característico del Ing. Zemborain fue el de su constante preocupación por elevar el concepto profesional del Ingeniero Agrónomo, con la loable finalidad de promover la utilización de los conocimientos adquiridos para impulsar el progreso agrícola y asegurar el éxito de la empresa rural en la Argentina. 
Su vocación agronómica, de acuerdo con dicha semblanza, le viene de sus antepasados, puesto que ya sus abuelos fueron estancieros activos y emprendedores, quienes, teniendo que actuar en un medio adverso, multiplicaron sus esfuerzos y lograron imponer a lo largo de los años, su capacidad empresaria. El joven y nuevo profesional pudo así aprovechar de esa situación inicial favorable poniendo, paulatinamente en práctica, iniciativas progresistas en sus propiedades, que influenciaron a la vez, beneficiosamente, a toda la región vecina.
El Ing. Zemborain ocupó la Presidencia del Centro Argentino de Ingenieros Agrónomos, reiteradamente, durante seis períodos. Fue inscripto con la Matrícula N.º 1 del Consejo Profesional de Ingeniería Agronómica de la República Argentina, donde ocupó la primera presidencia de su Comisión Directiva. Fue elegido senador de la provincia de Buenos Aires y durante su gestión legislativa obtuvo la aprobación de su proyecto de ley de caza y pesca. Tuvo una destacada actuación como miembro informante del despacho en la sanción de la ley de creación del Instituto Autárquico de Colonización de la misma provincia. Desempeñó la Dirección de Agricultura y Ganadería, igualmente, de la provincia de Buenos Aires, con gran competencia y dedicación.
De origen Vasco, el Ing Zemborain en 1940 como senador favoreció la entrada de vascos en la Argentina, en aquella época difícil de la inmediata posguerra española. Envió a Euzko Deya de Buenos Aires la siguiente nota: "Estimular y facilitar la entrada al país de elementos de calor moral y económico, es imponderable obra de gobierno bien entendida por el Poder Ejecutivo Nacional en el caso de los vascos" (Buenos Aires, 29-01-1940).

## Su posición sobre la reforma agraria[3]
El 5 de julio ppdo., la Sociedad Rural Argentina dio una conferencia de prensa con motivo de la 87.ª Exposición Nacional de Ganadería, Agricultura e Industria. En tal oportunidad, el presidente de la institución, señor Celedonio V. Pereda, presentó el libro “La verdad sobre la propiedad de la tierra”, preparado por el Ing. Saturnino Zemborain, bajo la supervisión y con la colaboración del Instituto de Estudios Económicos de la Sociedad Rural Argentina. El propósito del libro es desmentir algunos prejuicios muy difundidos sobre la propiedad de la tierra, especial la idea que un grupo reducido de terratenientes mantiene en sus manos desde varias generaciones toda la tierra pampeana. 
La realidad muestra que la tierra cambia de propietarios permanentemente y que se ha subdividido, por herencia y por venta, en forma muy acentuada. Zemborain analiza los procesos de origen, movilidad social y subdivisión de la tierra desde la construcción significativa de la propiedad de la tierra dentro de su grupo social, que es el de la SRA, es decir desde la óptica de una entidad corporativa conformada por terratenientes. El autor se introduce en el tema planteando que la tierra no está en manos de muy pocas personas, y que ello es una falsedad repetida por políticos de distintas extracciones. Agrega además que “la tierra está subdividida en forma bastante igualitaria”. Con la incorporación del término bastante se entiende que hay explicaciones que deben darse con respecto a la división de la tierra, y que es un asunto cuestionado. El por qué de las justificaciones está en estrecha relación con las discusiones sobre la legislación agraria de la época, y con la posición tomada por la SRA y la diferencia con respecto a otras entidades, como por ejemplo la [[Federación
Agraria Argentina]], entidad que representa a pequeños y medianos productores agropecuarios, y que desarrolla una postura a favor de “la tierra para quien la trabaja”.
Zemborain propone que no es necesaria una reforma agraria, ya que ese no es el problema del agro argentino, y que la reforma se ha dado y se seguirá dando naturalmente, y la tierra así quedará en manos de quienes en verdad desean trabajarla. En este sentido puede inferirse que el autor argumenta que los terratenientes de los 70 son esos que desean trabajar la tierra. Es decir que la tierra está en manos de quien debe estar. Se muestra con insistencia la noción de que la tierra sin el hombre carece de valor. 
Esta idea no es novedosa, y es John Locke quien la introduce en 1690, argumentando que es el trabajo el que incorpora la diferencia de valor en todas las cosas: sin trabajo la tierra no vale nada. En su texto, Zemborarin expone con claridad, y en representación de la SRA, que no está a favor de una reforma agraria, y que el régimen de tenencia de la tierra está bien
en la forma en que se encuentra, y lo explica del siguiente modo: “Para obtener una mayor producción la Argentina no necesita reformar su régimen de tenencia de la tierra sino, por el contrario, debe otorgar toda la seguridad jurídica posible a la propiedad privada para alentar inversiones y esfuerzos a largo plazo”.
Para terminar, el autor reafirma la noción de que el sistema de tenencia de la tierra sigue un flujo natural, casi divino, al que no es conveniente interrumpir ya que afectaría al progreso. Expresa que “el sistema de acceso a la tierra que existe en la
Argentina, y que diferencia al país nítidamente de otros del continente e incluso de Europa, es positivo para el desarrollo económico y social argentino”, y agrega que, en cambio, todo intento de reasignar la propiedad de la tierra por medios coercitivos perjudicaría la continuidad de esta evolución y pondría en peligro el progreso del país
La Nación da cuenta de la existencia y presentación del libro de Zemborain el sábado 7 de julio de 1973, en el suplemento especial sobre el campo que aparece cada sábado. En dicha nota, luego de resumir los aspectos principales que el estudio propone, se concluye que: El estudio llega a la conclusión de que el sistema de acceso a la tierra que existe en la Argentina y que diferencia al país nítidamente de otros del continente e inclusive de Europa, es positivo para el desarrollo económico y social argentinos. En cambio todo intento de reasignar la propiedad de la tierra por medios coercitivos perjudicaría la continuidad de esta evolución y pondría en peligro el progreso del país.

## Academia Nacional de Agronomía y Veterinaria
El Ing. Zemborain fue designado Académico de Número de la Academia Nacional de Agronomía y Veterinaria, donde ocupó su sitial durante 23 años, de 1944 a 1967, sucediendo en el mismo al Ing. Civil Alfredo Demarchi quien lo ocupó, a su vez, por 27 años, de 1910 a 1937. El acto de recepción del Ing. Zemborain fue realizado en el Salón de Conferencias que fue construido, precisamente, durante uno de sus mandatos, en la Presidencia del Centro, con la valiosa colaboración del Ing. Facio. En la Academia fue honrado más tarde con la designación en el cargo de Académico Tesorero.
Su disertación sobre “El Estanciero Argentino”, presentada en el acto de su Recepción como nuevo miembro de la Academia en la Sesión extraordinaria del 19 de septiembre de 1945. Se trata de una defensa, emocionada y calurosa a la vez, de la personalidad del estanciero argentino, tanto más calurosa y emocionada, cuanto más íntimamente sentida por él, que fue un auténtico descendiente de estancieros y estanciero él mismo, “por vocación y profesión” como se define en las primeras palabras de esa disertación.
Según el Ing Agr Santos Soriano en su semblanza con motivo de su incorporación como miembro de número de la Academia Nacional de Agronomía y Veterinaria el Ing. Agr. Saturnino Zemborain ha sido uno de los muy pocos representantes de esa rara conjunción de los dos tipos de profesionales de nuestra carrera que, la perspicacia del entonces Académico y hoy renovado Presidente de esta Honorable Academia, Ing. Bustillo, puso en evidencia en su discurso de recepción, anteriormente aludido: la de “activo o militante” y “el que investiga y experimenta” de cuya equilibrada coordinación, según opinara entonces, “depende principalmente”, y yo agregaría ahora: “y cada vez más”, “nuestro progreso agropecuario”.